# Kassina jozani
Kassina jozani è una rana della famiglia Hyperoliidae, endemica della Tanzania.

## Descrizione
È una rana di media taglia (i maschi misurano circa 4 cm). Il dorso è ricoperto da macchie di colore dal nero al grigio scuro, separate da sottili linee grigio chiare; il ventre ha una colorazione bianco crema. Ha occhi grandi e protrudenti ed estremità delle dita estremamente appiattite.

## Distribuzione e habitat
È un endemismo puntiforme della foresta di Jozani (Zanzibar, Tanzania).

## Conservazione
Per la ristrettezza del suo areale la specie è considerata in pericolo di estinzione (endangered).